# Parafia św. Józefa Oblubieńca Najświętszej Maryi Panny w Krakowie (Bieńczyce)
Parafia św. Józefa Oblubieńca Najświętszej Maryi Panny – parafia rzymskokatolicka należąca do dekanatu Kraków – Bieńczyce archidiecezji krakowskiej w Bieńczycach na os. Kalinowym.

## Historia parafii
Parafia została erygowana 19 marca 1985. Pierwszym proboszczem parafii był ks. Leon Baran. Pierwotnie nabożeństwa odbywały się w salkach katechetycznych, dopiero 4 lipca parafia otrzymała pozwolenie na budowę ośrodka katechetycznego z kaplicą. Kaplica w ośrodku została poświęcona przez biskupa Jana Szkodonia 7 grudnia 1991 roku.
Prace przy budowie kościoła parafialnego rozpoczęto 19 sierpnia 1992 roku. Budynek w stanie surowym został oddany 14 grudnia 1999 roku, natomiast 2 grudnia 2000 roku ksiądz kardynał Franciszek Macharski wmurował w ścianę świątyni kamień węgielny wzięty z katedry wawelskiej i poświęcony przez Ojca Świętego Jana Pawła II. Zakończenie prac i uroczyste poświęcenie świątyni odbyło się 19 marca 2002 roku w dzień parafialnego odpustu. Poświęcenia dokonał ksiądz kardynał Franciszek Macharski.
1 stycznia 2003 roku decyzją Metropolity krakowskiego do parafii przyłączono osiedle Kombatantów.
Od lutego 2012 r. przy parafii funkcjonuje kaplica z wieczystą adoracją Najświętszego Sakramentu (codziennie od 7.30 do 18.15).
Parafia liczy około 21 tysięcy wiernych (2010).

## Zasięg parafii
Do parafii należą:
- osiedle Kalinowe
- osiedle Kombatantów
- osiedle Strusia
- osiedle Na Lotnisku
- osiedle Wysokie.

## Wspólnoty parafialne
- Duszpasterska rada parafialna
- Służba liturgiczna (Ministranci i lektorzy)
- Grupa charytatywna
- Arcybractwo Straży Honorowej Najświętszego Serca Pana Jezusa
- Róże Żywego Różańca
- Oaza Rodzin Domowego Kościoła
- Oaza Nowego Życia
- Oaza Dzieci Bożych
- „Pociechy św. Józefa”
- Redakcja gazetki parafialnej „W Rodzinie Józefa”
- Grupa AA „Oddech”
- Grupa AA „Kalina”